# دوري آيسلندا الممتاز 1927
دوري آيسلندا الممتاز 1927 (بالآيسلندية: Efsta deild karla í knattspyrnu 1927) هو الموسم 16 من  دوري آيسلندا الممتاز. كان عدد الأندية المشاركة فيه  4، وفاز فيه ناتدبيرنوفيلاغ ريكيافيكور.